# Kriegerdenkmal Saalfeld (Altmark)
Das Kriegerdenkmal Saalfeld ist ein denkmalgeschütztes Kriegerdenkmal im Ortsteil Saalfeld der Gemeinde Apenburg-Winterfeld in Sachsen-Anhalt. Im örtlichen Denkmalverzeichnis ist das Kriegerdenkmal unter der Erfassungsnummer 094 90394 als Baudenkmal verzeichnet.

## Allgemeines
Das Denkmal steht außerhalb der Friedhofsmauer östlich der Dorfkirche Saalfeld. Es besteht aus behauenen Feldsteinen und wird von einer Kugel mit einem Eisernen Kreuz bekrönt. An der von der Kirche abgewandten Seiten sind zwei Gedenktafeln angebracht. Die größere obere Tafel gedenkt der gefallenen Soldaten des Ersten Weltkriegs und die untere am Sockel der Gefallenen des Zweiten Weltkriegs. Oberhalb der beiden Gedenktafeln ist das Denkmal mit einem Stahlhelmrelief verziert.
In der Dorfkirche befindet sich eine Ehrenliste für die Gefallenen des Ersten Weltkriegs.

## Inschrift
Gedenktafel Erster Weltkrieg
Gedenktafel Zweiter Weltkrieg